# Kotliny (Łódź-est)
Pour les articles homonymes, voir Kotliny.
Kotliny (prononciation [kɔˈtlinɨ]) est un village de la gmina de Brójce, du powiat de Łódź-est, dans la voïvodie de Łódź, situé dans le centre de la Pologne.
Sa population s'élève approximativement à 247 habitants.

## Administration
De 1975 à 1998, le village était attaché administrativement à l'ancienne voïvodie de Łódź.

Depuis 1999, il fait partie de la nouvelle voïvodie de Łódź.